# 아리바 아르헨티노스
《아리바 아르헨티노스》(스페인어: Arriba Argentinos)는 아르헨티나의 아침 뉴스 프로그램이다.